# Planetario (programa de televisión)
Planetario fue un programa de televisión chileno producido por Cuatro Cabezas. Tuvo su primera y única temporada que fue transmitida entre enero y marzo de 2006 por Mega. 
Fue conducido por María Paz Bañados y reporteado por Fernando Lasalvia, Roka Valbuena y Clarisa Cassiano. Basó su formato en entrevistas no rígidas, sin un set definido, en el cual se entrevista a diferentes personajes del espectáculo como gente común y corriente. Al igual que otros programas de la productora, tiene distintas formas y formatos humorísticos, en el cual en este caso se utilizó GC's con texto para complementar lo que dice el entrevistado, por lo general con contraposiciones a lo que dice, además, el camarógrafo conocido como "Lorito" interactuó en la entrevista con su mano, golpeando al entrevistado o haciendo señas. 
Además, Lasalvia de vez en cuando hizo notas con un títere de perro, llamado "Sasusa", haciendo de forma independiente a sus compañeros de un programa de humor donde él trabajaba.